# Hisako Kanemoto
Hisako Kanemoto (jap. 金元 寿子, Kanemoto Hisako; * 16. Dezember 1987 in Kurashiki), vormals auch als Juri Aikawa (相川 寿里, Aikawa Juri) bekannt, ist eine japanische Synchronsprecherin (Seiyū).

## Leben
Hisako Kanemoto besuchte die Kamogata-Oberschule in Kamogata (heute Teil von Asakuchi) und machte dann eine Ausbildung zur Synchronsprecherin an der Fachschule (semmon gakkō) Art College Kōbe, die sie 2008 abschloss. Danach wurde sie von der Tokioter Agentur Production Baobab unter Vertrag genommen. Ihr Debüt hatte 2009 in der Rolle der Miku Edogawa in Sora no Manimani, jedoch noch unter dem Künstlernamen Juri Aikawa. Auf der Veranstaltung Dengeki Character Festival 2009 vom 3./4. Oktober 2009 gab sie bekannt, von nun an unter ihrem wirklichen Namen zu arbeiten.
Ihren Durchbruch als Synchronsprecherin hatte sie 2010, wo sie die Hauptrollen der Ika Musume in Shinryaku! Ika Musume und der Kanata in Sound of the Sky sprach. Für beide Rollen wurde sie auf den Seiyū Awards 2011 neben Satomi Satō als Beste Nachwuchssprecherin ausgezeichnet.
Am 26. November 2014 erschien ihr erstes Album Fantastic Voyage. Daneben sang sie bei einer Vielzahl an Anime, in denen sie mitspielte, unter ihrem jeweiligen Rollennamen die Vor- und Abspanntitel.

## Rollen (Auswahl)

### Anime-Fernsehrollen
- 2009: Sora no Manimani (Miku Edogawa), Debüt
- 2010: Shinryaku! Ika Musume (Ika Musume)
- 2010: Sound of the Sky (Kanata Sorami)
- 2011: Shinryaku!? Ika Musume (Ika Musume)
- 2012: Kokoro Connect (Yui Kiriyama)
- 2012: Kore wa Zombie Desu ka? (Tomonori)
- 2012: Smile PreCure! (Yayoi Kise/Cure Peace)
- 2013: Ore no Kanojo to Osananajimi ga Shuraba Sugiru (Himeka Akishino)
- 2013: Gingitsune (Makoto Saeki)
- 2013: Kotoura-san (Haruka Kotoura)
- 2013: Suisei no Gargantia (Amy)
- 2013: Strike the Blood (Natsuki Minamiya)
- 2013: Sekai de Ichiban Tsuyoku Naritai! (Moe Fukuoka)
- 2013: Tōkyō Ravens (Takiko Sōma)
- 2013: Photo Kano (Mai Sakura)
- 2014: Akuma no Riddle (Haru Ichinose)
- 2014: Saikin, Imōto no Yōsu ga Chotto Okashiinda ga. (Yukina Kiritani)
- 2014: Sidonia no Kishi (Yuhata Midorikawa)
- 2014: Z/X Ignition (Sera Kurashiki)
- 2014: Bokura wa Minna Kawai-sō (Sayaka Watanabe)
- 2015: Junketsu no Maria (Maria)
- 2016: Sailor Moon Crystal, Staffel 3 (Ami Mizuno/Sailor Mercury)
- 2017: Gamers! (Karen Tendō)
- 2021: Bottom-Tier Character Tomozaki (Aoi Hinami)

### Anime-Kinofilme
- 2011: Children Who Chase Lost Voices (Asuna Watase)
- 2012: Pretty Cure All Stars New Stage: Mirai no Tomodachi (Yayoi Kise/Cure Peace)
- 2012: Smile PreCure! Ehon no Naka wa Minna Chiguhagu!? (Yayoi Kise/Cure Peace)
- 2013: Pretty Cure All Stars New Stage 2: Kokoro no Tomodachi (Yayoi Kise/Cure Peace)
- 2013: Kara no Kyōkai: Mirai Fukuin (Mana Ryōgi)
- 2014: Pretty Cure All Stars New Stage 3: Eien no Tomodachi (Yayoi Kise/Cure Peace)
- 2021: Sailor Moon Eternal (Ami Mizuno/Sailor Mercury)
- 2023: Sailor Moon Cosmos (Ami Mizuno/Sailor Mercury)

### OVA
- 2011: Baby Princess 3D Paradise 0 (Watayuki)
- 2012: Shinryaku!! Ika Musume (Ika Musume)
- 2012: Yumekuri (Akino Mikogai)
- 2013: Ark IX (Rebecca Ross)

### Web-Anime
- 2014–2015: Sailor Moon Crystal, Staffel 1 und 2 (Ami Mizuno/Sailor Mercury)

### Computerspiele
- 2010: Sword World 2.0 Replay Tanodan (Shari)
- 2011: Weiß Schwarz Portable (Nana Kureo)
- 2011: Dokidoki Suikoden (Yūko)
- 2011: Dream C Club (Nonono)
- 2012: Photo Kano (Mai Sakura)
- 2012: Rune Factory 4 (Shaopai)
- 2013: Akiba’s Trip 2 (Rin)
- 2013: Eiyū Densetsu: Sen no Kiseki (Fie Claussell)
- 2013: Senran Kagura Shinovi Versus – Shōjo-tachi no Shōmei (Murakumo)
- 2014: Eiyū Densetsu: Sen no Kiseki II (Fie Claussell)
- 2014: Shingeki no Bahamut (Lieselotte)
- 2014: Super Heroine Chronicle (Meru)